# Retalhuleu (miasto)
Retalhuleu – miasto w południowo-zachodniej Gwatemali, położone na wysokości 240 m n.p.m. Ludność: 34,3 tys. (2002). Ośrodek administracyjny departamentu Retalhuleu. Według danych szacunkowych z 2012 roku liczba mieszkańców wynosiła 43 658 osób. 
W mieście funkcjonował klub piłkarski Juventud Retalteca.

## Gmina Retalhuleu
Miasto jest siedzibą władz gminy o tej samej nazwie, która jest jedną z dziewięciu gmin w departamencie. W 2012 roku gmina liczyła 88 212 mieszkańców.
Gmina jak na warunki Gwatemali jest duża, a jej powierzchnia obejmuje 796 km².